# J.C. Mol
Jan Cornelis Mol (Venhuizen, 17 oktober 1891 – Heemstede, 10 oktober 1954) was een Nederlandse fotograaf en filmer.
Mol maakte wetenschappelijke films, microfilms, natuurfilms en reclamefilms, zoals 'Anthony van Leeuwenhoek' (1924), ´Malaria´ (1924), ´Het wonder der Bloemen´ en ´Wereld Jamboree´ (1937). Hij werkte onder meer samen met Jac. P. Thijsse voor een aantal films over vogels.
In 1924 hield hij zich in zijn woonplaats Bloemendaal al bezig met time-lapsefotografie. Hij filmde bijvoorbeeld bloeiende planten in zijn serre. Geheel automatisch gingen op gezette tijden de gordijnen dicht, lampen aan en maakte de met een slinger aangedreven filmcamera een opname van één of enkele beeldjes. Met de automatische verduistering en de lampen zorgde hij voor een constante belichting. Door de gordijnen automatisch open en dicht te laten gaan konden de planten toch voldoende daglicht krijgen om te blijven groeien.
Mol was medewerker bij de tijdschriften 'De Camera' en 'Lux-De Camera' en was bestuurslid van diverse fotoclubs. In 1931 richtte hij samen met Mannus Franken en enkele anderen de Nederlandsche Smalfilm Liga op.
In 1924 richtte Mol het 'Bureau voor Wetenschappelijke Cinematography' op. In 1927 nam hij zijn intrek in het gebouw van de Filmfabriek Hollandia, die in 1923 failliet was gegaan, en richtte in 1928 N.V. Multifilm op. In 1938 richtte hij Multifilm Batavia op in Nederlands-Indië.
Mol nam onder meer deel aan de internationale tentoonstelling Film und Foto in 1929 in Dresden en in 1937 aan Foto '37 in het Stedelijk Museum in Amsterdam.
- Biografisch Portaal: 82403870
- Digitale Bibliotheek voor de Nederlandse Letteren: mol_039
- International Standard Name Identifier: 0000 0003 9406 666X
- Library of Congress Control Number: no2014017070
- Nederlandse Thesaurus van Auteursnamen: 195453077
- PIC: 387505
- RKD-Nederlands Instituut voor Kunstgeschiedenis: 208864
- Virtual International Authority File: 288489862
- WorldCat: E39PBJvHfPC6JhYRDjmCgHHDMP